# Schmölln-Putzkau

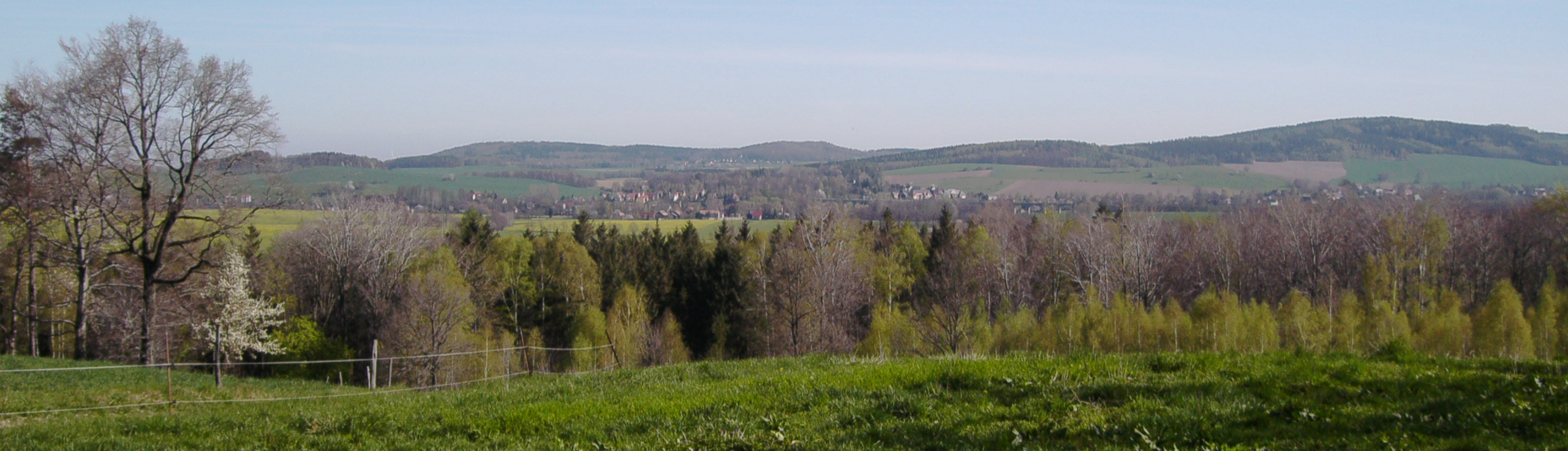
Putzkau von Süden aus gesehen. Die Berge heißen von rechts nach links: Hoher Hahn (445,7 m), Spitzberg (385,1 m), Tröbigauer Berg (397,7 m) und Klosterberg (390,3 m). Am Hang zwischen Tröbigauer Berg und Klosterberg ist der Ortsteil Neuschmölln zu erkennen.

Schmölln-Putzkau (obersorbisch Smělna-Póckowy) ist eine Gemeinde im Süden des ostsächsischen Landkreises Bautzen, die am 1. März 1994 durch den Zusammenschluss der ehemals selbstständigen Gemeinden Schmölln/OL, Putzkau und Tröbigau entstand. Die Gemeinde befindet sich in der Oberlausitz.

## Geografie
Schmölln-Putzkau liegt etwa 14 km südwestlich der Großen Kreisstadt Bautzen und 4 km östlich der Großen Kreisstadt Bischofswerda. Das Gemeindegebiet wird bei Putzkau in einer breiten Talwanne von der Wesenitz durchflossen. Der nördliche Teil mit den Ortsteilen Neuschmölln, Schmölln und Tröbigau entwässert dagegen über mehrere Bäche zum Hoyerswerdaer Schwarzwasser hin.
Naturräumlich gehört das Gemeindegebiet zum überwiegenden Teil zum Oberlausitzer Bergland, welches im Nordwesten der Gemeinde an das Westlausitzer Hügel- und Bergland grenzt. Bedeutsame Erhebungen innerhalb und in unmittelbarer Nähe der Gemeinde sind der Hohe Hahn (446 m),  Klosterberg (394 m), Tröbigauer Berg (401 m) sowie der Butterberg (388 m). Südöstlich der Gemeinde erhebt sich der weit sichtbare 587 Meter hohe Valtenberg.

### Nachbargemeinden
|               | Demitz-Thumitz                                                   | Doberschau-Gaußig |
| Bischofswerda | Kompassrose, die auf Nachbargemeinden zeigt                      | Neukirch/Lausitz  |
|               | Neustadt in Sachsen (Landkreis Sächsische Schweiz-Osterzgebirge) |                   |

### Gemeindegliederung
Die Gemeinde besteht aus den Ortschaften
- Neuschmölln (sorbisch Nowa Smělna) – ca. 100 Einwohner
- Putzkau (Póckowy), Gemarkungen Oberputzkau und Niederputzkau – ca. 1.700 Einwohner
- Schmölln (Smělna) – ca. 1.100 Einwohner
- Tröbigau (Trjechow) – ca. 280 Einwohner

## Geschichte

### Gemeindegründung
Im Rahmen der Gemeindegebietsreform in Sachsen 1994 wurde angestrebt, Gemeinden mit einer Mindestgröße von 3000 Einwohnern zu bilden. Somit waren kleinere ländliche Gemeinden aufgefordert, sich zunächst freiwillig nach möglichen Partnern umzusehen. In Schmölln bevorzugte man ein Zusammengehen auf Augenhöhe mit einem Partner im ländlichen Raum anstelle einer Eingemeindung in die benachbarte Stadt Bischofswerda. Hierfür kamen Demitz-Thumitz und Putzkau in Betracht. Schließlich einigte man sich mit Putzkau, welches als der größere Ort Sitz der gemeinsamen Gemeindeverwaltung werden sollte, dafür sollten beide Ortsnamen im zukünftigen Gemeindenamen weitergeführt werden. In Tröbigau strebte man zunächst ein Zusammengehen mit dem östlichen Nachbarn Gaußig an, hierbei scheiterten jedoch die Beitrittsverhandlungen, so dass man sich ebenfalls für ein Zusammengehen mit den Nachbardörfern Schmölln und Putzkau entschied, zumal insbesondere zu Schmölln schon seit langem eine enge Bindung bestand. 
Die Fusion wurde am 1. März 1994 vollzogen, wenige Tage darauf wurde der zuvor in der Gemeinde Schmölln amtierende Wolfhard Venus zum neuen Bürgermeister der Gesamtgemeinde gewählt. Daraufhin wurden in Putzkau und Tröbigau Stimmen laut, die neue Gemeinde nur nach dem größten Ortsteil Putzkau zu benennen. Dies stieß aber auf Ablehnung in Schmölln, mit der Begründung, dass dieser Ortsteil über eine längere Geschichte verfügt und sich wirtschaftlich und kulturell gleichwertig in die Gemeinde mit einbringe. So wurde eine Unterschriftenaktion gestartet und eine Petition an den sächsischen Landtag verfasst, der schließlich darüber verfügte, dass der zuvor beschlossene Gemeindename Schmölln-Putzkau beibehalten wurde.

### Perspektive

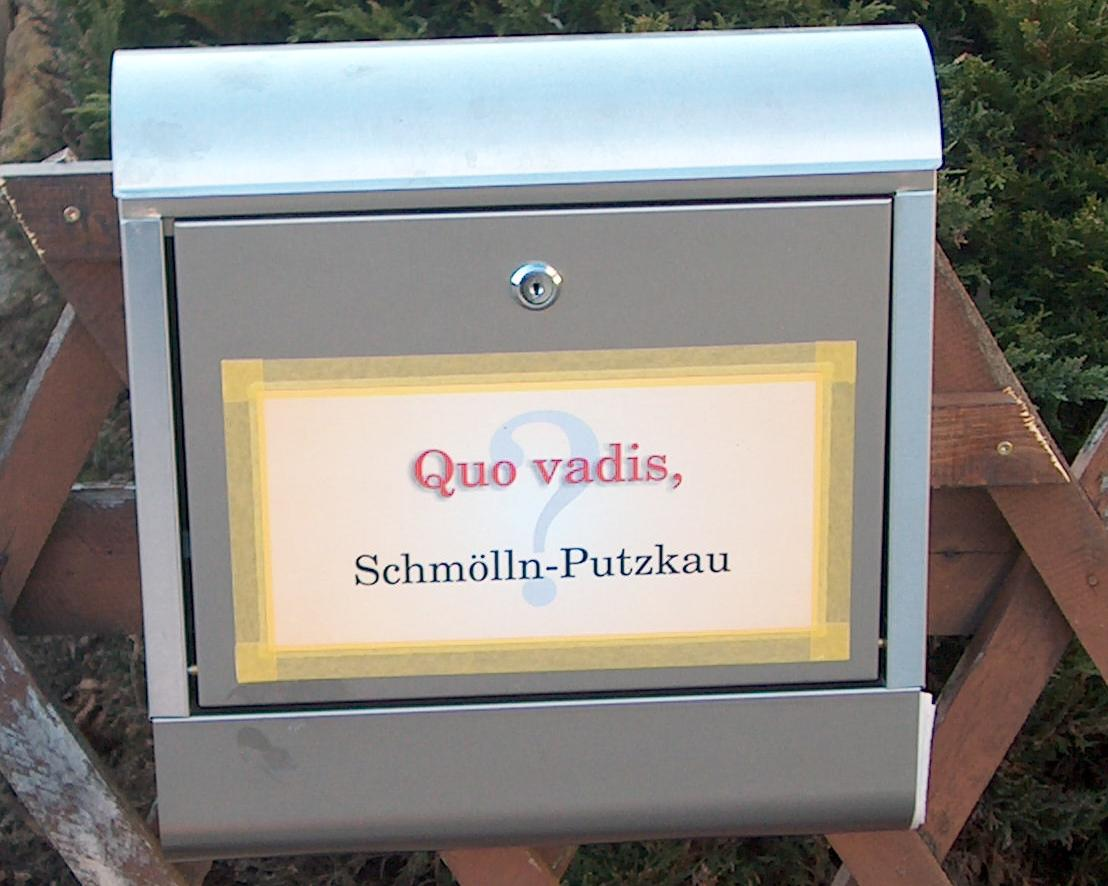
Briefkasten Quo vadis, Schmölln-Putzkau

Trotz zahlreicher Bemühungen gelingt es weiterhin nur sehr langsam, eine gemeinsame Schmölln-Putzkauer Identität zu etablieren. Die Bewohner der beiden großen Ortsteile Schmölln und Putzkau sehen sich oft gegenüber dem jeweils anderen benachteiligt, die kleinen Ortsteile Tröbigau und Neuschmölln sehen sich in der Bedeutungslosigkeit. 
Bis 2013 strebte der Freistaat Sachsen eine weitere Gemeindegebietsreform an, wobei die Mindesteinwohnerzahl pro Gemeinde 5000 betragen sollte. Für freiwillige Zusammenschlüsse bis Ende 2012 wurden sogenannte Hochzeitsprämien versprochen. In Schmölln-Putzkau bestand aus oben genannten Gründen nur begrenztes Interesse am Fortbestehen der Gemeinde, so dass sich in dieser Zeit verstärkt nach möglichen Fusionspartnern umgesehen wurde. Auch eine Zerschlagung der Gemeinde und ein Zusammenschluss der einzelnen Ortsteile zu verschiedenen Nachbargemeinden schien denkbar. Deshalb wurde im März 2011 eine Initiative namens Quo vadis, Schmölln-Putzkau ins Leben gerufen, bei welcher die Bürger, getrennt nach Ortsteilen, ihre Präferenzen für die Zukunft der Gemeinde mitteilen konnten. An der Befragung nahmen 35 % aller Haushalte der Gemeinde teil. Eine große Mehrheit von 75 % sprach sich für eine Fusion mit einer Nachbargemeinde noch vor Ende 2012 aus. In der Präferenz der Wunschpartner geht der Trend deutlich zur Stadt Bischofswerda (56 %), gefolgt von Neukirch/Lausitz (20 %) und Demitz-Thumitz (16 %). Die Tendenz war in allen Ortsteilen ähnlich, wobei jeweils die für den Ortsteil am nächsten gelegene Gemeinde relativ besser abschnitt.

### Ortsgeschichte
Zur Geschichte der einzelnen Ortschaften: siehe die entsprechenden Ortsartikel

## Politik
- BBW: 8
- WVH: 6

### Gemeinderat
Seit der Gemeinderatswahl am 9. Juni 2024 verteilen sich die 14 Sitze des Gemeinderates auf folgende zwei Gruppierungen:
- Bürgerbewegung (BBW): 8 Sitze (+ 1)
- Wählervereinigung Heimatfreunde (WVH): 6 Sitze (+ 1)

Die SPD konnte keinen Sitz für sich gewinnen; sonstige Parteien oder Wählervereinigungen traten hier nicht (mehr) zur Wahl an.
| Liste                                    | 2024   | 2024   | 2019   | 2019   | 2014   | 2014   |
| Liste                                    | Sitze  | in %   | Sitze  | in %   | Sitze  | in %   |
| ---------------------------------------- | ------ | ------ | ------ | ------ | ------ | ------ |
| Bürgerbewegung                           | 8      | 57,3   | 7      | 46,1   | 5      | 40,7   |
| Wählervereinigung Heimatfreunde          | 6      | 39,5   | 5      | 35,2   | 3      | 29,2   |
| SPD                                      | –      | 3,3    | –      | –      | –      | –      |
| Freie Wähler Tröbigau, Putzkau, Schmölln | –      | –      | 1      | 12,5   | 3      | 18,3   |
| CDU                                      | –      | –      | 1      | 6,2    | 1      | 11,8   |
| Wahlbeteiligung                          | 72,3 % | 72,3 % | 69,3 % | 69,3 % | 58,4 % | 58,4 % |

### Bürgermeister
Zum Nachfolger von Wolfhard Venus wurde 2001 der parteilose Steffen Schmidt als Bürgermeister gewählt. Er bekleidete dieses Amt über 14 Jahre, entschied sich aber nach zwei Amtsperioden, bei der Bürgermeisterwahl 2015 nicht mehr zu kandidieren. Bei diesen Wahlen setzte sich am 28. Juni 2015 der ebenfalls parteilose Achim Wünsche (* 1988) im zweiten Wahlgang durch. Mit einem Alter von 26 Jahren bei Amtsantritt war Wünsche der jüngste amtierende Bürgermeister Sachsens.
| Gemeinde Putzkau: - Margitta Nass (bis 1994) Gemeinde Schmölln/OL: - Dieter Ludwig - Wolfhard Venus (bis 1994) Gemeinde Tröbigau: - Max Gnauck - Manfred Pietsch - Siegried Wobst (bis 1994) | - Wolfhard Venus (1994–2001); Wahl: 1994 - Steffen Schmidt (2001–2015); Wahlen: 2001, 2008 - Achim Wünsche (seit 2015); Wahlen: 2015, 2022 |

### Gemeindepartnerschaft
Mit St. Peter im Schwarzwald hat die Gemeinde eine Partnerschaft geschlossen.

## Wirtschaft
Kleine und mittlere Unternehmen des verarbeitenden und Dienstleistungsgewerbes prägen die gemeindliche Wirtschaft. Die größten hiervon sind:
- Bistra Bau GmbH & Co. KG,
- Fiedler Maschinenbau und Technikvertrieb GmbH,
- Holzwaren Simundt GmbH.

## Verkehr
Die Gemeinde ist durch die Haltepunkte Schmölln (Oberlausitz) und Putzkau an die Bahnstrecke Neukirch West–Bischofswerda angeschlossen. Weitere wichtige Verkehrsadern bilden die Bundesstraße 98 in Putzkau sowie die Staatsstraßen S 120 in Putzkau und Tröbigau und S 155 in Schmölln.

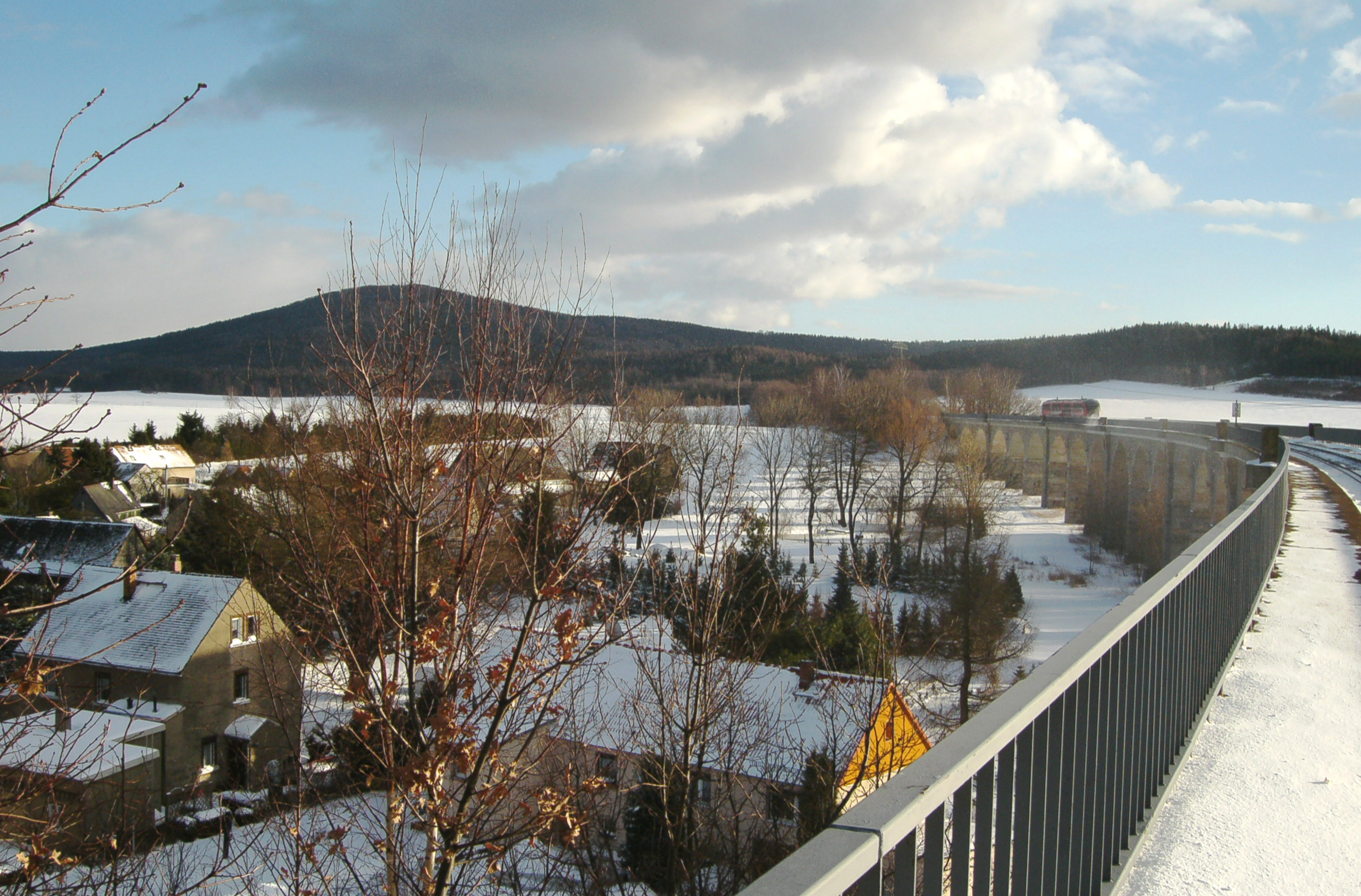
Putzkauer Viadukt über das Wesenitztal; im Hintergrund der Hohwald mit dem Valtenberg

Markantestes Bauwerk von Putzkau ist der 401 m lange Bahn-Viadukt über das breite Wesenitztal.

## Kultur und Sehenswürdigkeiten
- siehe auch: Liste der Kulturdenkmale in Schmölln-Putzkau

### Bildung
Die Gemeinde Schmölln-Putzkau verfügt mit der „Dr.-Alwin-Schade-Schule“ über eine Grundschule mit Ganztagsbetreuung. Die Kindertagesstätte, welche 1985 eröffnet wurde, wurde 2009 unter Zuhilfenahme von Mitteln aus dem Konjunkturpaket II teilsaniert.

### Kirchen
Im Gemeindegebiet existieren die evangelisch-lutherische Kirchengemeinden Putzkau und Schmölln. In einer Gruft der Putzkauer Marienkirche liegt der kursächsische Kabinettsminister Jacob Heinrich von Flemming begraben.
Des Weiteren gibt es eine Evangelische Freikirchliche Gemeinde.

### Museen
Das Heimatmuseum Schmölln zeigt eine Waffensammlung, wertvolle Bauernmöbel sowie Werkzeuge und Werkstücke der Granitindustrie.

### Geschichte
Im späten 17. Jahrhundert begründete der Putzkauer Pfarrer einen Zweig der Gelehrtenfamilie Stöckhardt.

### Sprache
Entsprechend Hans Klecker gehört der in den Dörfern der Gemeinde gesprochene Dialekt zur nordwestlichen Variante der Oberlausitzer Mundart.

### Naturschutz
- Siehe auch: Liste der Naturdenkmale in Schmölln-Putzkau

## Persönlichkeiten

### Ehrenbürger
2010: Gerhard Rodig (1921–2017), Schmöllner Lehrer, Ortschronist und Heimatforscher

### Söhne und Töchter
- Friedrich Alwin Schade (1881–1976), deutscher Botaniker
- Harald K. Schulze (* 1952), deutscher Maler und Zeichner